# Heliophanus anymphos
Heliophanus anymphos là một loài nhện trong họ Salticidae.
Loài này thuộc chi Heliophanus. Heliophanus anymphos được Wanda Wesołowska miêu tả năm 2003.